# Her Choice
Her Choice é um curta-metragem mudo norte-americano de 1915, do gênero comédia, com o ator cômico Oliver Hardy.

## Elenco

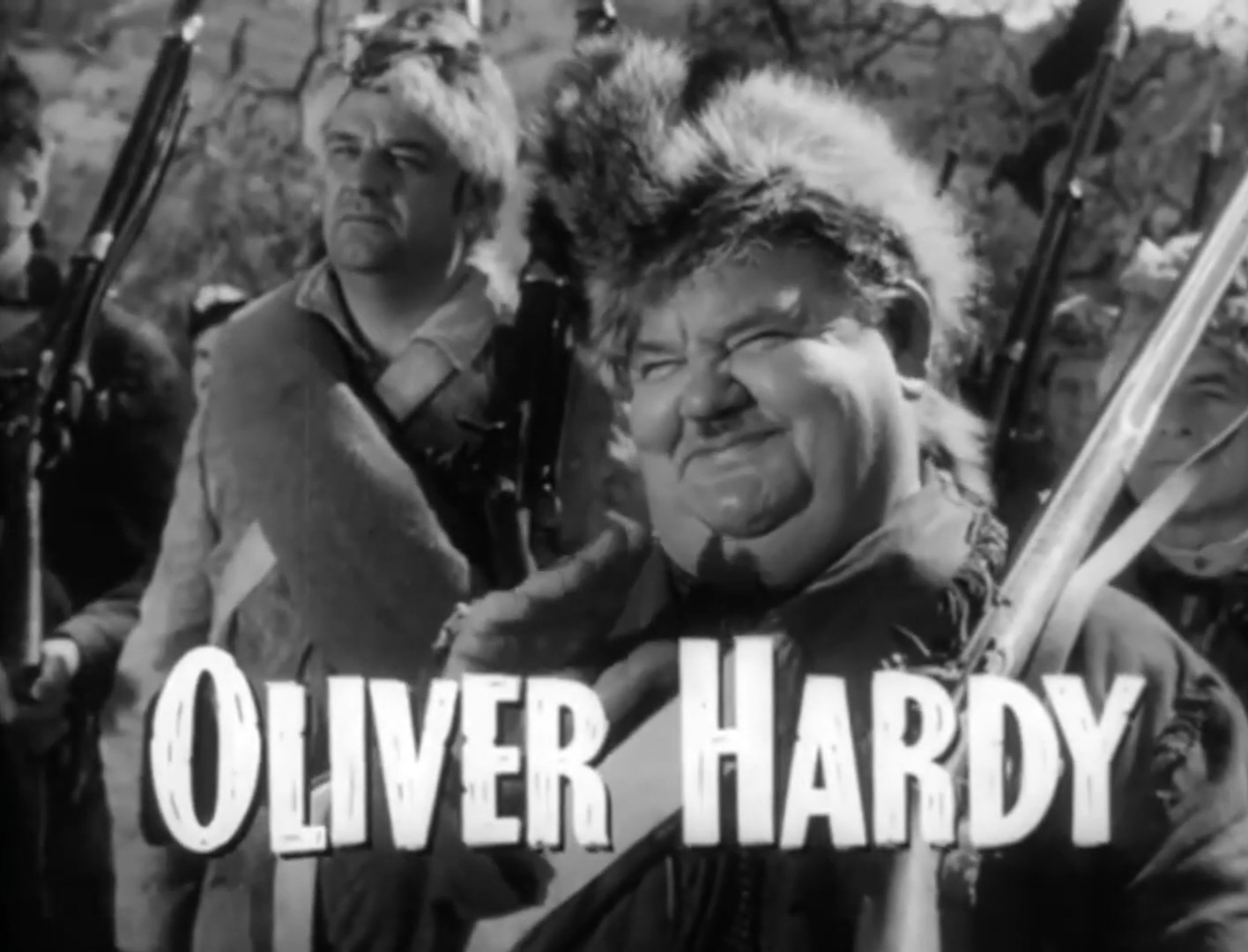
Oliver Hardy

- Mae Hotely - Sra. Stern
- Ed Lawrence - Sr. Stern
- Raymond McKee - Harry
- Jerold T. Hevener - Lamont
- Ben Walker - Lord Chase
- Oliver Hardy - (como Babe Hardy)